# 칠 윌스
칠 윌스(Chill Wills, 1902년 7월 18일 ~ 1978년 12월 15일)는 미국의 음악가, 연극 배우, 영화 배우이다.

## 영화
- 상속자 (1977년)
- 관계의 종말 (1973년) - 르무엘 역
- 진정한 해방 (1970년)
- 야망의 대결 (1966년)
- 맥린턱 (1963년)
- 휠러 딜러 (1963년)
- 더 카디널 (1963년)
- 골드 오브 더 세븐 세인츠 (1961년)
- 데들리 컴퍼니온 (1961년)
- 해변에서 생긴 일 (1960년)
- 알라모 (1960년)
- 프럼 헬 투 텍사스 (1958년)
- 산티아고 (1956년)
- 자이언트 (1956년) - 볼리 역
- 딜론 보안관 (1955년)
- 프란시스 인 더 네이비 (1955년)
- 프란시스 조인스 더 WACS (1954년)
- 더 맨 프롬 더 알라모 (1953년)
- 프란시스 커버 더 빅 타운 (1953년)
- 스몰 타운 걸 (1953년)
- 부론코 버스터 (1952년)
- 프란시스 고즈 투 웨스트 포인트 (1952년)
- 프란시스 고즈 투 더 레이시스 (1951년)
- 프란시스 (1950년)
- 리오 그란데 (1950년)
- 툴사 (1949년)
- 하비 걸 (1946년)
- 애정 (1946년)
- 왓 넥스트 코포럴 하그로브 (1945년)
- 리브 허 투 헤븐 (1945년)
- 아윌 비 씨 유 (1944년)
- 세인트 루이스에서 만나요 (1944년)
- 베스트 풋 포워드 (1943년)
- 뉴욕으로 간 타잔 (1942년)
- 홍키 통크 (1941년)
- 붐 타운 (1940년)
- 서부의 사나이 (1940년)
- 엘리게이니 폭동 (1939년)
- 애니씽 고즈 (1936년)
- 이것이 선물 (1934년)